# Microweisea coccidivora
Microweisea coccidivora är en skalbaggsart som först beskrevs av William Harris Ashmead 1880.  Microweisea coccidivora ingår i släktet Microweisea och familjen nyckelpigor. Inga underarter finns listade i Catalogue of Life.